# Bahnhof Holsteinische Schweiz
Der Bahnhof Holsteinische Schweiz am Kellersee war ein Bahnhof an der 1996 stillgelegten Bahnstrecke Malente-Gremsmühlen–Lütjenburg in Schleswig-Holstein.

## Geschichte und Beschreibung

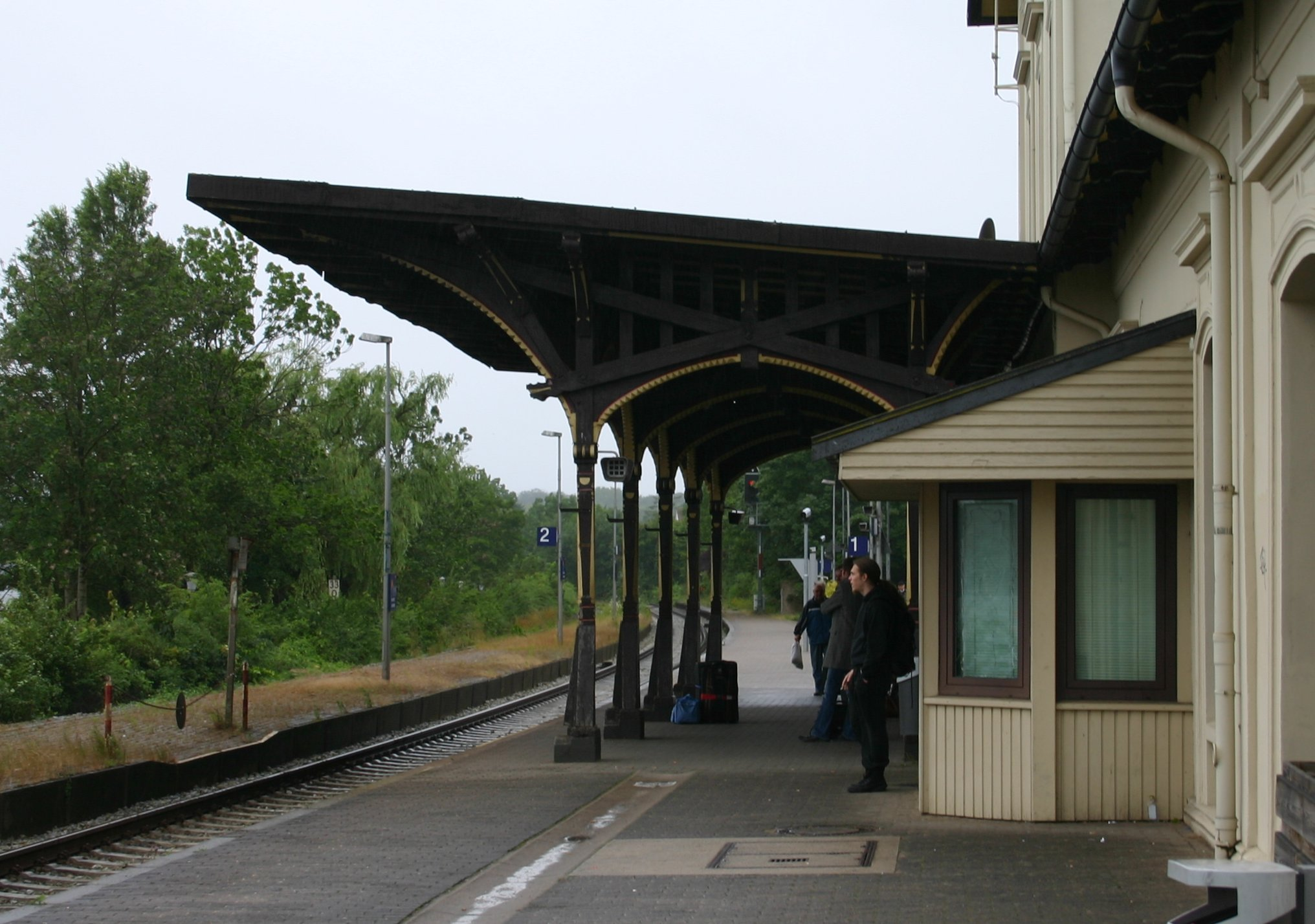
Die heute den Bahnhof Plön zierende Bahnsteigüberdachung des Bahnhofs Holsteinische Schweiz

Die gesamte Bahnstrecke wurde auf Betreiben des Kaufmanns Johannes Janus gebaut. Dieser betrieb das Hotel Holsteinische Schweiz, nach dem auch der Bahnhof seinen Namen erhielt. Bei seiner Eröffnung am 25. Mai 1890 wies er zwei Weichen auf. Das damals noch im Bau befindliche massive Empfangsgebäude aus gelben Mauerziegeln erhielt im Erdgeschoss einen Dienst- und einen Güterraum. Im Obergeschoss des giebelständigen Hauses mit Satteldach entstand eine 53,55 m² große Dienstwohnung aus zwei Stuben, einer Kammer und Küche. Hinzu kamen ein Abort, ein Brunnen und ein Stall.
Nach der Eröffnung erhielt der Bahnhof eine Laderampe, dazu wurde eine 100 m lange, auf 50 m Länge gepflasterte Ladestraße angelegt. Kunden im Güterverkehr waren die Ziegelei in Malkwitz und das Hotel Holsteinische Schweiz, daneben wurde Langholz verladen. Der unmittelbar südwestlich des Empfangsgebäudes gelegene Bahnübergang wurde 1916 durch eine Schranke gesichert.
Der Hausbahnsteig war zunächst 70 m lang und besaß eine Bahnsteigüberdachung. Diese wurde bereits 1896 wieder abgebrochen und am Plöner Prinzenbahnhof (→ Prinzenhaus (Plön)) an der Bahnstrecke Kiel–Lübeck wieder aufgebaut. Seit 1924 steht diese Überdachung im Bahnhof Plön. Im Jahr 1913 wurde der Bahnsteig auf 155 m verlängert; 1920 erhielt er ein Wartehäuschen, das vom ehemaligen Prinzenbahnhof in Plön stammte. Jenes wurde im strengen Winter 1945/46 von Anwohnern des nahen Orts Krummsee zu Brennholz gemacht.
Um 1930 war der Bahnhof mit drei Handweichen, zwei Gleissperren, einer Kopf- und einer Seitenrampe sowie einer Viehbucht ausgestattet. Mitte der 1930er Jahre war er Ziel von Sonderzügen der NS-Organisation Kraft durch Freude, für die der Bahnsteig verlängert wurde. In den Jahren 1959/60 wurden die Gleise zurückgebaut, in den 1960er Jahren wurde die Strecke für die bis zu 1400 Tonnen schweren Militärzüge von und zum Truppenübungsplatz Todendorf ertüchtigt. Die bislang verlascht in einem Sandbett liegenden Schienen wurden 1962/63 durch solche des Typs St 64 ersetzt, die in ein neues Schotterbett verlegt und durchgehend verschweißt wurden.
Die Bahnsteiglänge betrug zuletzt nur noch 45 m. Sie reichte für die ab Mai 1954 eingesetzten Schienenbusse der Baureihen VT 95 einschließlich Beiwagen und VT 98 mit Bei- und Steuerwagen aus. In der Anfangszeit bewältigten Preußische T 3 den gesamten Verkehr auf der Strecke. Später wurden im Personenverkehr die Baureihe 91 (Preußische T 9.3) und im Güterverkehr die Baureihe 54 (Preußische G 5.3) eingesetzt. Bis in die 1950er Jahre kamen noch die Baureihen 74 (Preußische T 11) und 92 (Preußische T 13) hinzu. Vor Militärzügen passierten Dampflokomotiven der Baureihe 50 und später sogar Groß-Diesellokomotiven der Baureihen V 200.0 und V 200.1 den Bahnhof.
Der regelmäßige Personenverkehr auf der Strecke Malente-Gremsmühlen–Lütjenburg wurde am 29. Mai 1976 eingestellt. Zuletzt hatten rund 150 Fahrgäste täglich die Bahn genutzt. Mit dem Ende des militärischen Verkehrs wurde die Strecke – und damit der Bahnhof Holsteinische Schweiz – 1996 stillgelegt.

## Erwähnenswertes
Von den Tourismusverbänden wird der Haltepunkt als einer der Namensgeber der heutigen Holsteinischen Schweiz bezeichnet.